# Gustav Albrecht zu Sayn-Wittgenstein-Berleburg
Gustav Albrecht Alfred Franz Friedrich Otto Emil Ernst Fürst zu Sayn-Wittgenstein-Berleburg (Bad Berleburg, 28 februari 1907 – vermist sinds 24 juni 1944, wettelijk doodverklaard op 29 november 1969) was van 1925 tot 1944 de vijfde vorst en hoofd van het huis Sayn-Wittgenstein-Berleburg.

## Levensloop
Hij was de oudste zoon van prins Richard zu Sayn-Wittgenstein-Berleburg (1882-1925) en prinses Madeleine zu Löwenstein-Wertheim-Freudenberg (1885-1976).
Hij trouwde op 26 januari 1934 met de Zweedse Margareta Fouché d'Otrante (1909-2005). Het paar kreeg vijf kinderen onder wie de opvolger als hoofd van het huis: Richard zu Sayn-Wittgenstein-Berleburg (1934-2017). Een dochter van hen is prinses Tatjana (1940) die tussen 1964 en 1974 getrouwd was met Moritz Landgraf von Hessen (1926-2013).
In de Tweede Wereldoorlog diende hij in het Duitse leger en was hij een hogere nazi-officier met de rang en titel van "Rittmeister".

### Onderscheidingen
Hij kreeg op 18 augustus 1944 (toen reeds postuum) het Duitse Kruis in zilver voor zijn inzet voor het leger. Ook kreeg hij op een onbekende datum het, in 1939 door Adolf Hitler ingestelde, Kruis voor Oorlogsverdienste der Ie Klasse met zwaarden.

### Verdwijning
Op 24 juni 1944 raakte hij, tijdens een oorlogsactie, vermist bij de Wit-Russische plaats Orsja. 
De familie liet hem doodverklaren op 29 november 1969, nadat op 12 januari van datzelfde jaar zijn kleinzoon Gustav was geboren.

## Onderscheidingen
- Duitse Kruis in zilver (Postuum)
- Kruis voor Oorlogsverdienste, 1e Klasse  en 2e Klasse